# Big Two-Hearted River
Big Two-Hearted River is een kortverhaal van Ernest Hemingway in twee delen, in 1925 gepubliceerd in een editie van In Our Time, de eerste Amerikaanse collectie van Hemingways korte verhalen. De hoofdpersoon is Hemingways terugkerend autobiografisch personage Nick Adams. Het verhaal onderzoekt de destructieve gevolgen van de oorlog en hoe die worden tegengegaan door de genezende en regeneratieve krachten van de natuur. Toen het werd gepubliceerd, prezen critici Hemingways sobere schrijfstijl en het werd een belangrijk werk in zijn canon.
Nicks ervaringen zijn de ervaringen van een oorlogsveteraan die terugkeert naar huis en thuis alle 'uitgebrand en verlaten' vindt, zelfs al is niet alles werkelijk afgebrand. Na het ervaren van de oorlogsgruwel kan niets nog onschuldig en zorgeloos lijken. Verder kan niemand echt begrijpen wat een soldaat heeft meegemaakt; hij kan dus net zo goed alleen zijn. Het beeld van de uitgebrande stad is als een stad die door de oorlog verwoest is, en zo lijkt het alsof Nicks thuis ook vernietigd is door de oorlog.

## Verhaal
Deel een
Het verhaal begint met Nick die met de trein aankomt in Seney in Michigan en ontdekt dat een brand de stad volledig heeft verwoest. Bij het volgen van een weg die van de stad wegleidt, stopt hij op een brug, vanwaar hij beneden zich in de rivier forel ziet rondzwemmen. Na het opklimmen van een heuvel rust hij op een verbrande stronk. Terwijl hij een sigaret rookt, ziet hij hoe een zwartgeblakerde sprinkhaan op zijn sok kruipt. Hij maakt hem los en zet hem weg. Zijn eerste gesproken woorden in het verhaal worden "Go on, hopper ... Fly away somewhere."
Later op de dag ontspant hij zich op een open plek tussen hoge dennen en valt in slaap. Als hij wakker wordt, wandelt hij de laatste mijl naar de rand van de rivier waar forellen zich voeden in het avondlicht "kringen makend langs de oppervlakte van het water alsof het begint te regenen." Hij slaat zijn tent op, pakt zijn voorraad uit, kookt zijn avondeten, vult zijn emmer met water, verwarmt een pot koffie, en doodt een mug voor hij gaat slapen.
Deel twee
De volgende ochtend vult Nick een pot met vijftig dauwzware sprinkhanen, gevonden onder een blok hout die hij "a grasshopper lodging-house" noemt, ontbijt, drinkt gezoete koffie en maakt een sandwich met gesneden uien. Na het controleren en monteren van zijn hengel loopt hij naar de rivier toe met een visnet aan zijn riem, een tas over zijn schouder en de pot sprinkhanen bungelend om zijn nek. Wadend in het water, begint hij te vissen in een ondiep gedeelte. Hij vangt een forel, "gevlekt met een heldere, water over grind-kleur", die hij vervolgens weer vrijlaat. Dan begeeft hij zich in dieper water en vangt een grotere forel "zo breed als een zalm", die hij echter verliest. Na een tijd trekt hij weg en gaat wat verder in het ondiepe midden van de rivier staan, waar hij twee forellen vangt die hij opbergt in zijn tas. Zittend op een boomstam, rookt hij een sigaret en eet van zijn sandwich, terwijl hij overweegt om te gaan vissen in een ondiep gedeelte van het moeras. Hij besluit daarmee toch maar te wachten en dit op een andere dag te doen. Aan de rivier doodt hij de twee gevangen forellen en reinigt ze alvorens terug te keren naar het kamp.